# Knud Erik Kirkegaard
Knud Erik Kirkegaard, född 17 maj 1942 i Sevel socken, är en dansk politiker (Det Konservative Folkeparti, DKF) och f.d. arbetsminister i Poul Schlüters borgerliga koalitionsregeringar 1989-1993. Han är sedan 1990 kommendör av Dannebrogsorden.

## Biografi
Knud Erik Kirkegaard är son till gårdsägaren Ejnar Christensen och Ingrid Christensen. Han genomgick sjuårig folkskola på Nørstoft (1948-1955) och därefter ytterligare ett skolår på Rydhave Slots Ungdomsskole (1955-1956). Därefter arbetade han inom lantbruket (1956-1960) innan han började studera till lärare vid Nr. Nissum Seminarium. Han tog examen 1965 och arbetade som lärare på Aulum Byskole (1966-1972) och som studie- och yrkesvägledare för Aulum-Haderups kommun (1972-1984). Han tog kompletterande kurser i psykologi och skolvägledning vid Danmarks Lærerhøjskole (1977-1978). Han var även lärarrådsordförande på Aulum-Haderups kommun (1970-1974) och Aulum Byskole (1976-1978).
Kirkegaard var medlem i DKF:s nomineringsgrupp i Aulum-Haderup (1970-1975) och var från 1978 ledamot i Aulum-Haderups kommunfullmäktige. Han var ledamot i partistyrelsen (1976-1980, 1996-1998) och blev invald i Folketinget 1984. Han utsågs till partiets utbildningspolitiska ordförande (1984-1989) och därefter till arbetsminister i Poul Schlüters regering i oktober 1989. Denna befattning innehade han till regeringens avgång i januari 1993. Han utmärkte sig tidigt som en förespråkare av aktivering av arbetslösa, men kom till stor del att vara underordnad finansminister Henning Dyremose. Politiskt stod Kirkegaard nära Per Stig Møller, som var en av många partiledare under partiets interna maktkamper på 1990-talet. Kirkegaard återvände som ordinarie folketingsledamot 1993 och var partiets skatte- och fiskepolitisk ordförande (1993-1994). Han förlorade sitt mandat i valet 1994, men blev återvald 1998. Han var ledamot till 2005 och hade då varit partiets arbetsmarknads- (1998-2001), kommunal- (2001-2005) och kyrkopolitiska ordförande (2001-2005). Han var dessutom ordförande av Folketingets kommunalutskott (1998-2001) och partiets gruppordförande (2001-2005).
Kirkegaard har skrivit debattboken På vej mod 90'ernes folkeskole (1987). Han har varit föreståndare för studieförbundet Folkeligt Oplysningsforbund i Aulum-Haderup (1996-1998).

## Utmärkelser
- Kommendör av Dannebrogorden,  1990

[Redigera Wikidata]